# Курбаншоев, Сафарали Завкибекович
Курбаншоев Сафарали Завкибекович (тадж. Сафарали Завқибекович Қурбоншоев; род. 04.11.1947, Шугнанский район, ГБАО) — математик, доктор физико-математических наук (1993), профессор (1999).

## Биография
Курбаншоев Сафарали Завкибекович окончил ДГПИ им. Т. Г. Шевченко (1972) по специальности «учитель математики и физики».
- 1972—1973 — ассистент кафедры математического анализа ДГПИ им. Т. Г. Шевченко;
- 1974—1980 — преподаватель, ст. преподаватель кафедры математического анализа ДГПИ им. Т. Г. Шевченко;
- 1980—1983 — аспирант Института народного хозяйства УССР;
- 1983—1989 — ст. преподаватель, доцент кафедры математического анализа ТГПУ им. С. Айни;
- 1989 г. — присвоено ученое звание доцента кафедры;
- 1989—1991 — докторант Института народного хозяйства УССР;
- 1991—1998 — доцент, профессор кафедры математического анализа Таджикского государственного педагогического университета им. С. Айни;
- 1999 г. — присвоено ученое звание профессора кафедры;
- С 1998 г. — профессор кафедры математики Российско-Таджикского (Славянского) университета[2].

## Научная деятельность
После окончания аспирантуры Института народного хозяйства Украинской ССР Курбаншоев С. З. в 1984 году успешно защитил диссертацию на соискание ученой степени кандидата физико-математических наук по теме «О построении и свойства интегральных многообразий». Продолжая научное исследование в докторантуре (1989—1991 гг.) в 1993 году защитил докторскую диссертацию на тему: «О построении и свойствах аналитических интегральных многообразий» в Санкт-Петербургском госуниверситете в специализированном совете Д.063.57.33 по теме: «Системный анализ и автоматическое управление».
Курбаншоев С. З. активно занимается научно-исследовательской работой в области математики. Им опубликовано более 90 научных и методических статей в зарубежных и республиканских научных журналах. Курбаншоев С. З. также является членом Специализированного Учёного Совета по присуждению кандидатских и докторских диссертаций при Институте математики АН РТ.

## Основные публикации
- Аналитические интегральные многообразия. — Душанбе: Дониш, 1991. — 312 с.[5]
- Построение интегральных многообразий. — Душанбе: Дониш, 2006. — 511 с.
- Лекции по линейной алгебре. — Душанбе: Дониш, 2010, — 277 с. и др.
- Исследование устойчивости решений системы линейных дифференциальных уравнений со случайными коэффициентами.//Журнал: Доклады Академии наук Республики Таджикистан. Выпуск: № 5,том 54, 2011.(Авторы: Валеев К. Г. Курбаншоев С. З.)[6]